# Maileva
Maileva est une filiale de Docaposte (société de la Branche Numérique du Groupe La Poste) créée en 2002. Elle vend des prestations en ligne de créations et diffusions de messages, documents et courriers aux professionnels

## Activités
Maileva vend des prestations d’impression, de mise sous pli, d’affranchissement et de remise à La Poste d'envois, et des prestations d’archivage électronique, de signatures en ligne, de dématérialisation…[évasif]
Étant lié à Docaposte, Maileva est rattachée à la Branche Numérique du Groupe La Poste à la suite de la réorganisation de ce groupe par Philippe Wahl.  
Les prestations commerciales regroupent une plate-forme d'envoi en ligne (Courrier, SMS, E-mail, Fax) ; l'organisation d'élections professionnelles (Maileva Vote), l'envoi de lettres recommandées en ligne, des techniques d'envoi et de stockage des bulletins de paie dématérialisés, et de signature électronique.